# VIREO (műhold)
A VIREO (Virtual Intelligence Realization for Earth Observation) egy magyar CubeSat műhold.
- Fejlesztő és gyártó: C3S Kft. (és partnere az aIMotive)
- Mérete: 3 egységnyi (3U) CubeSat (10x10x30 cm)
- Felbocsátása: 2023. április 15,  kaliforniai Vandenberg Space Force Base, SpaceX Falcon 9 rakéta, Transporter-7 repülés
- Feladata: a mesterséges intelligencia fedélzeti alkalmazási lehetőségeit bemutató demonstrációs küldetés, melynek fő célja, hogy olyan megoldások űrös alkalmazhatóságát tesztelje, amelyek földi körülmények között a csúcstechnológiát képviselik. A Föld körüli pályán történő demonstráció többek között a földmegfigyelési célú küldetések során keletkező hatalmas adatmennyiség űrbeli előválogatását teszi lehetővé. A küldetés során konvolúciós neurális háló alapú mesterséges intelligencia (MI) megoldásokat próbálnak ki.
- Küldetés vége: 2024. augusztus 7, Új-Zéland felett belépett a Föld légkörébe és megsemmisült.[1]
- A küldetés időtartama: 481 nap